# Mijo Škvorc
Mijo Škvorc (Ruševac (Križevci), 1. rujna 1919. ‒ Zagreb, 15. veljače 1989.), hrvatski katolički svećenik, pomoćni biskup zagrebački, teolog, filozof, pjesnik. 

## Životopis
Rođen je u seljačkoj obitelji. Krsno je ime kasnije promijenio u Mijo. Djetinjstvo je proveo u rodnom Ruševcu. Pučku školu pohađao je u Svetom Petru Čvrstecu i u Većeslavcu. Nadbiskupsku klasičnu gimnaziju pohađao je u Zagrebu. Završetkom gimnazije stekao je pravo na učenje viših razreda srednjega tečaja. Peti je razred sjemenišne gimnazije pohađao u Travniku. Poslije se pridružio isusovcima. U Zagrebu je studirao filozofiju i teologiju. Bio je na glasu kao propovjednik. Komunističke vlasti uhitile su ga 1954. i zadržali tri mjeseca u istražnom zatvoru. Drugi put su ga uhitili 1956. i optužili zbog „krivičnog djela protiv naroda i države neprijateljskom propagandom” te osudili na dvogodišnju zatvorsku kaznu koju je odrobijao u Staroj Gradišci (1956. – 1958.). 
Na tribini „5 minuta poslije 8” 28. ožujka 1967., uz nazočnost 2500 slušača, imao je polemični dijalog s marksistom Brankom Bošnjakom. Tekst dijaloga objavljen je u knjizi Kršćanin i marksist. Godine 1970. papinom odlukom imenovan je za pomoćnoga zagrebačkoga biskupa. Iste je godine dobio počasni doktorat zagrebačkoga sveučilišta.

## Djela
- 1969. Marksist i kršćanin. Zagreb: Praxis. [U suautorstvu s Brankom Bošnjakom.]
- 1982. Vjera i nevjera: Problem naših dana i Misterij naših duša. Zagreb: Filozofsko-teološki institut Družbe Isusove.
- 1998. Isus – Spasitelj: Životni put i Tajna osobe. Zagreb: Filozofsko-teološki institut Družbe Isusove.
- 2006. Molitva svake duše. Zagreb: Filozofsko-teološki institut Družbe Isusove.
- 2020. Kršćanska egzistencija na ispitu: Korizmene konferencije. Priredili Marijan Steiner i Ivan Šestak. Zagreb: Filozofsko teološki institut Družbe Isusove.